# 膿栓

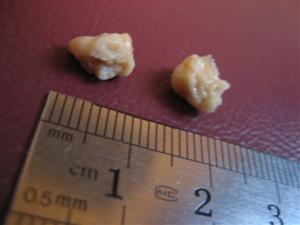
膿栓

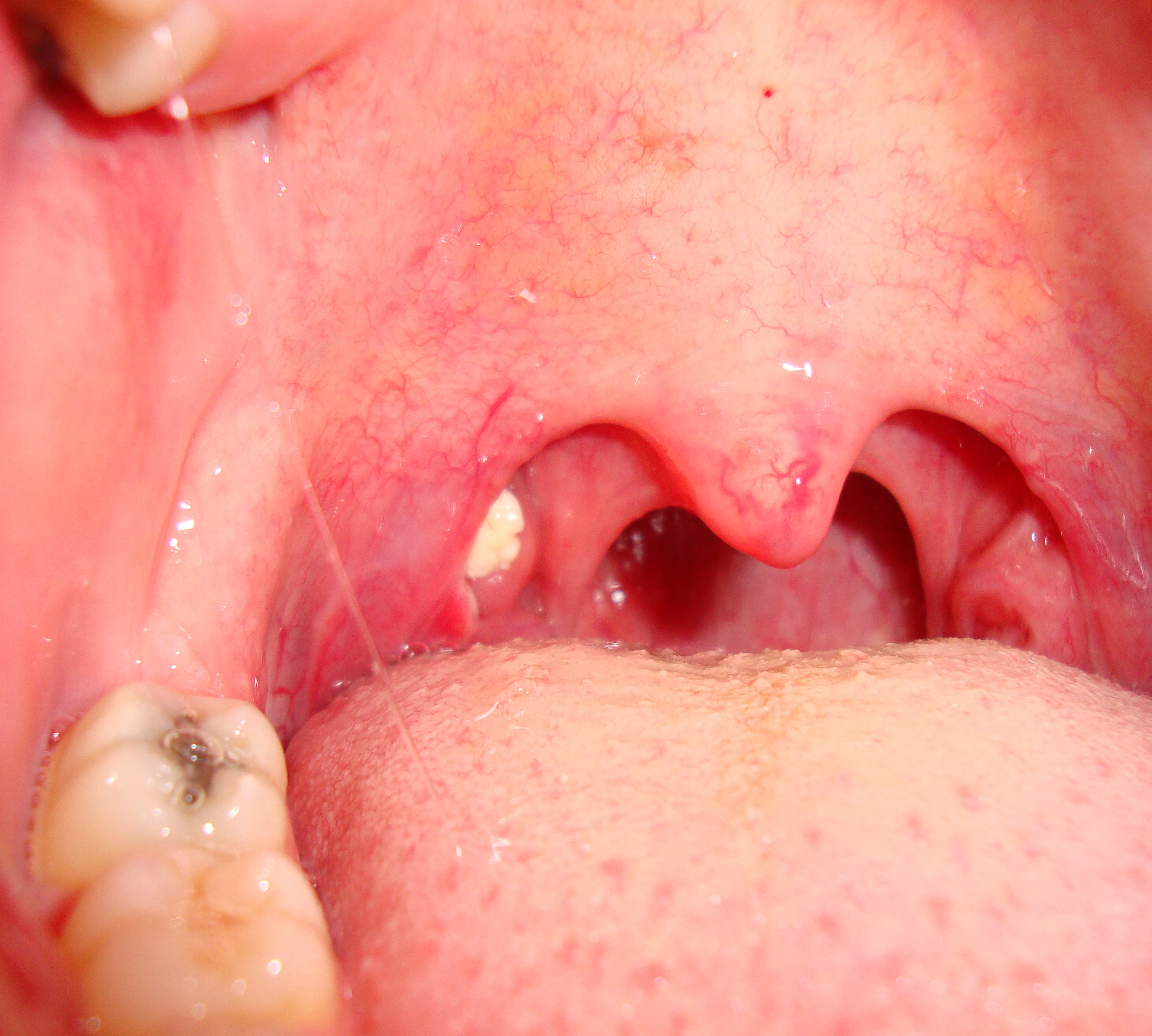
喉の奥の扁桃に形成された膿栓

膿栓（、英: tonsillolith）とは、咳をした時などに喉の奥から飛び出してくることのある小さな球状の塊。主に黄緑。潰すと悪臭を放つ。
扁桃栓子（）、また特に石灰化し硬くなったものは扁桃結石（）とも呼ばれる。「臭い玉（、においだま）」「くさだま」「たんこつ」という俗称も持つ。

## 原因・特徴
喉の奥にある口蓋扁桃（扁桃腺）をはじめとした咽喉内の扁桃は、進入してくる細菌やウイルスなどを殺し、体内への侵入を防ぐ働きがある。この扁桃の表面にある腺窩と呼ばれる小さな穴に、剥脱上皮、リンパ球や白血球、細菌塊、炎症性崩壊産物、脂肪酸、コレステリン、燐酸石灰、食物残渣などが溜まることにより形成される。大きなものでは直径3 - 5mm程度、色は薄黄色、黄緑色または乳白色をしており、潰すと下水道が逆流した際のような、あるいは肥溜めのような強い臭気を放つ。喉の構造や扁桃の形状などにより、体外排出に個人差はあるが、膿栓自体は誰でも持っているものである。
また、特に冬は空気が乾燥し、細菌の付着した塵やほこりが舞い上がりやすくなるため、膿栓の量が多くなる、または大きめの膿栓が形成される傾向にある。

## 対策など
歯周病などの心当たりがないのに口臭が自覚される場合、膿栓の可能性がある。ただし膿栓そのものが人体に悪影響を及ぼすことはない。これが口腔内にあると、何かがこびりついたような感覚を覚える。予防策としては、茶（緑茶や紅茶など）でうがいを約10～20秒する（口腔内の汚れを除去すると同時に、茶のカテキンが細菌の増殖を抑制する）、歯をしっかり磨いて食べかすなどを除去するという方法がある。
うがいをする事で簡単に取れる。咳やくしゃみ、あるいは何もしなくとも自然に出る場合が多い。自分の舌を使って取ることも可能であるが、かなりの練習を要する。
強引に膿栓を取り除こうとすると、扁桃や粘膜を誤って傷つける恐れもある。そのため、耳鼻咽喉科などで除去してもらうことが推奨される。
なお扁桃を切除することで、膿栓がまったく出なくなることも多い。